# NGC 2728
NGC 2728 is een spiraalvormig sterrenstelsel in het sterrenbeeld Kreeft. Het hemelobject werd op 10 maart 1864 ontdekt door de Duitse astronoom Albert Marth.

## Synoniemen
- UGC 4738
- MCG 2-23-20
- ZWG 61.42
- NPM1G +11.0183
- PGC 25360